# A Thousand Blows
A Thousand Blows ist eine britische Fernsehserie über die Forty Elephants, die von Steven Knight entwickelt, geschrieben und mitproduziert wurde. Auf Disney+ wurden die ersten sechs Folgen am 21. Februar 2025 veröffentlicht.

## Handlung
Im Londoner East End in den 1880er-Jahren wird der aus Jamaika stammende Hezekiah Moscow in die kriminelle Unterwelt der Boxszene hineingezogen. Dort lernt er Mary Carr kennen, die Anführerin der Frauenbande Forty Elephants. 
Hezekiah beginnt, seine Fähigkeiten im Boxkampf zu verfeinern, und trifft dabei auf den erfahrenen Boxer Sugar Goodson. Die beiden werden Rivalen, deren Gegnerschaft über den Boxring hinausgeht.

## Besetzung und Synchronisation
Die deutschsprachige Synchronisation übernahm die VSI Synchron GmbH. Dialogregie führte Victoria Sturm, die auch das Dialogbuch schrieb.
| Rolle                 | Darsteller         | Synchronsprecher  |
| --------------------- | ------------------ | ----------------- |
| Hezekiah Moscow       | Malachi Kirby      | Ozan Ünal         |
| Henry „Sugar“ Goodson | Stephen Graham     | Olaf Reichmann    |
| Mary Carr             | Erin Doherty       | Friederike Walke  |
| Treacle Goodson       | James Nelson-Joyce | Tommy Morgenstern |
| Lao                   | Jason Tobin        | Rainer Fritzsche  |
| Belle Downer          | Jemma Carlton      | Josephine Schmidt |
| Alec                  | Francis Lovehall   | Ricardo Richter   |
| Esme Long             | Morgan Hilaire     | Magdalena Höfner  |
| Alice Diamond         | Darci Shaw         | Ronja Peters      |
| William Punch Lewis   | Daniel Mays        | Torsten Michaelis |
| Verity Ross           | Nadia Albina       | Gundi Eberhard    |
| Jane Carr             | Susan Lynch        | Heike Schroetter  |
| Lord Lonsdale         | Adam Nagaitis      | Konrad Bösherz    |
| Mr. Percival          | Fergus Craig       | Christian Gaul    |
| Sharkey Devenish      | Elliot Warren      | Jonas Lauenstein  |

## Produktion und Hintergrund
Die Serie wurde von The Story Collective in Koproduktion mit Matriarch Productions und Water & Power Productions produziert und von Steven Knight entwickelt und geschrieben, der diese gemeinsam mit Stephen Graham, Hannah Walters, Ashley Walters, Tom Miller und Sam Myer produzierte. Dreharbeiten fanden ab März 2023 in London statt.
In der ersten Staffel führten Dionne Edwards, Katrin Gebbe, Ashley Walters, Nick Murphy, Tinge Krishnan und Coky Giedroyc Regie, die Kamera führten Milos Moore, Catherine Derry und Rasmus Arrildt, die Musik schrieb Federico Jusid, die Montage verantworteten Al Morrow, Jo Smyth, Peter Christelis, Carly Brown, Mark Davis, Daniel Lapira, Brin und Simone Nesti. Das Kostümbild gestaltete Maja Meschede und das Szenenbild Tom Burton.

## Veröffentlichung
Premiere der ersten beiden Episoden war am 11. Oktober 2024 am London Film Festival. Die ersten sechs Folgen der ersten Staffel wurden am 21. Februar 2025 in Großbritannien und Deutschland bei Disney+ und in den USA bei Hulu veröffentlicht.
Vor Veröffentlichung der ersten Staffel wurde die Serie um eine zweite Staffel verlängert.

## Episodenliste
| Nr. (ges.) | Nr. (St.) | Deutscher Titel | Originaltitel | Erstausstrahlung | Deutschsprachige Erstausstrahlung (DE) | Regie                          | Drehbuch        |
| ---------- | --------- | --------------- | ------------- | ---------------- | -------------------------------------- | ------------------------------ | --------------- |
| 1          | 1         | Folge 1         | Episode 1     | 21. Feb. 2025    | 21. Feb. 2025                          | Tinge Krishnan und Nick Murphy | Steven Knight   |
| 2          | 2         | Folge 2         | Episode 2     | 21. Feb. 2025    | 21. Feb. 2025                          | Tinge Krishnan und Nick Murphy | Steven Knight   |
| 3          | 3         | Folge 3         | Episode 3     | 21. Feb. 2025    | 21. Feb. 2025                          | Coky Giedroyc                  | Insook Chappell |
| 4          | 4         | Folge 4         | Episode 4     | 21. Feb. 2025    | 21. Feb. 2025                          | Ashley Walters                 | Harlan Davies   |
| 5          | 5         | Folge 5         | Episode 5     | 21. Feb. 2025    | 21. Feb. 2025                          | Ashley Walters                 | Ameir Brown     |
| 6          | 6         | Folge 6         | Episode 6     | 21. Feb. 2025    | 21. Feb. 2025                          | Ashley Walters                 | Yasmin Joseph   |

## Rezeption

### Kritiken
derwatchdog.de meinte, dass wie schon in Peaky Blinders stilisierte Coolness auf bodenständigen und ungeschönten Realismus treffe. Dass diese Serie so gut funktioniere, sei neben der überzeugenden Inszenierung, auch auf die durch die Bank überzeugenden Performances des Casts zurückzuführen, der die teils etwas schwerfällige Erzählstruktur immer wieder mit Momenten von elektrisierender Intensität durchziehe.
Reinhard Prahl bewertete die Serie auf serienjunkies.de mit 4,5 von 5 Punkten und lobte Ausstattung, Kameraführung und Dialogführung. Die ersten beiden Folgen ließen es weder an Spannung, noch einem angemessenen Erzähltempo und toll choreografierten Kämpfen vermissen.

### Abrufe
In Deutschland stieg die Serie auf Platz drei der Charts von Disney+ ein.